# الشافی
الشافی فی الامامة و ابطال حجج العامة کتابی از سید مرتضی (وفات ۴۳۶ هجری) و در رد کتاب المغنی اثر قاضی عبدالجبار معتزلی دربارهٔ امامت است. شیخ طوسی آن را با نام «تلخیص الشافی» تلخیص کرد. در سال ۱۳۰۱ هجری در ایران چاپ سنگی شد.